# 特魯羅
特魯羅（英語：Truro；康瓦爾語：Truru），英国英格蘭西南區域康沃尔郡郡治、城市（英國有7個城市地位的民政教區），人口約2萬。是康沃爾郡的行政中心。也是重要的港口都市，曾有「錫城」之稱。

## 姊妹城市
- 法国 - 莫爾萊
- 德国 - 博帕德